# フランツ・オットー (ブラウンシュヴァイク＝リューネブルク公)
フランツ・オットー（Franz Otto, 1530年6月20日 - 1559年4月29日）は、ブラウンシュヴァイク＝リューネブルク公の1人で、リューネブルク侯（在位：1546年 - 1559年）。リューネブルク侯エルンスト1世とメクレンブルク＝シュヴェリーン公ハインリヒ5世の娘ゾフィーの長男。ハインリヒ、ヴィルヘルムの兄。
父が1546年に死去した時は未成年のために、しばらく暫定政府が政治を取り仕切り、1555年に親政を開始、1559年にブランデンブルク選帝侯ヨアヒム2世の娘エリーザベトと結婚したが、同年に急死。子が無かったので、2人の弟ハインリヒとヴィルヘルムがリューネブルク侯領を共同統治していった。
| 爵位・家督         | 爵位・家督                       | 爵位・家督                   |
| ------------------ | -------------------------------- | ---------------------------- |
| 先代 エルンスト1世 | リューネブルク侯 1546年 - 1559年 | 次代 ハインリヒ ヴィルヘルム |